# Used Songs 1973–1980
Used Songs 1973–1980 – wydana w 2001 roku kompilacja piosenek Toma Waitsa z okresu sprzed jego uważanego za przełomowy albumu Swordfishtrombones (1983). Sam Waits nie brał udziału w zestawianiu kompilacji.

## Lista utworów
| 1.  | "Heartattack and Vine"                                         | 4:45    |
|     | z albumu Heartattack and Vine                                  |         |
| 2.  | "Eggs and Sausage (In a Cadillac with Susan Michelson)"        | 4:23    |
|     | z Nighthawks at the Diner                                      |         |
| 3.  | "A Sight for Sore Eyes"                                        | 4:41    |
|     | z Foreign Affairs                                              |         |
| 4.  | "Whistlin' past the Graveyard"                                 | 3:16    |
|     | z Blue Valentine                                               |         |
| 5.  | "Burma Shave"                                                  | 6:34    |
|     | z Foreign Affairs                                              |         |
| 6.  | "Step Right Up"                                                | 5:41    |
|     | z Small Change                                                 |         |
| 7.  | "Ol' '55"                                                      | 3:58    |
|     | z Closing Time                                                 |         |
| 8.  | "I Never Talk to Strangers" (with Bettie Midler)               | 3:39    |
|     | z Foreign Affairs                                              |         |
| 9.  | "Mr. Siegal"                                                   | 5:14    |
|     | z Heartattack and Vine                                         |         |
| 10. | "Jersey Girl"                                                  | 5:11    |
|     | z Heartattack and Vine                                         |         |
| 11. | "Christmas Card from a Hooker in Minneapolis"                  | 4:32    |
|     | z Blue Valentine                                               |         |
| 12. | "Blue Valentines"                                              | 5:51    |
|     | z Blue Valentine                                               |         |
| 13. | "(Looking for) The Heart of Saturday Night"                    | 3:52    |
|     | z The Heart of Saturday Night                                  |         |
| 14. | "Muriel"                                                       | 3:34    |
|     | z Foreign Affairs                                              |         |
| 15. | "Wrong Side of the Road"                                       | 5:14    |
|     | z Blue Valentine                                               |         |
| 16. | "Tom Traubert's Blues (Four Sheets to the Wind in Copenhagen)" | 6:35    |
|     | z Small Change                                                 |         |
|     |                                                                | 1:17:00 |
|     |                                                                |         |